# Палмер, Гэри
Гэри Джеймс Палмер (англ. Gary James Palmer, 14 мая 1954) — американский политик, представляющий Республиканскую партию. Член Палаты представителей США от 6-го избирательного округа Алабамы с 3 января 2015 года.

## Биография
Родился в Хэклсбурге, штат Алабама, вырос на ферме. В 1977 году окончил Алабамский университет со степенью бакалавра по операционному менеджменту. В 1989 году основал консервативную некоммерческую организацию Институт политики Алабамы и возглавлял её на протяжении 25 лет.
В 2014 году Палмер был избран в Палату представителей США по шестому избирательному округу Алабамы, освобождавшемуся после ухода на пенсию Спенсера Бэкуса. На основных выборах он получил 76 % голосов избирателей против 24 % за своего оппонента. Впоследствии переизбирался с большим отрывом, в том числе на безальтернативных выборах в 2020 году.
Является членом крайне консервативного Кокуса свободы в Палате представителей.